# 進朔
進朔（しんさく）とは、中国・日本などの太陰太陽暦において採用された技法で、朔の到来がその日の3/4以上過ぎた後（現代の時刻では午後6時以後）になる場合には、その日を「朔日」とせずに先送りにして、翌日をもって新しい月の朔日とすること。

## 概要
具体的には、計算上朔が到来する日における月齢の端数（小余、最大値は月齢1日分に相当する）が、1日分の3/4（これを「進朔限」と呼ぶ。ただし、暦法の端数表記は10進法の小数ではない点に注意）を越えた時に、朔が到来する当日を朔日（＝新しい月の1日）とはせずに前の月の晦日（最終日）として、その翌日である本来の計算上の2日を新しい月の朔日として修正するものである。これによって新しい月の暦が変わり、場合によっては置閏法に影響を与える（閏月の配置予定月が変わる）事例もあるが、進朔そのものには科学的な根拠があるものではない。本来は新月であるべき朔日の夜空に前月晦日の月が残っていたらみっともないという当時の暦学者の面目保持以上の意味が無かったと考えられている。
進朔が初めて用いられたのは、唐の李淳風が作った麟徳暦が最初とされている（総法1340・進朔限1005）。だが、実際には麟徳暦と同一の暦である儀鳳暦を用いていた時期の日本においては進朔の実施は確認されていない。次の大衍暦においては、その進朔についての規定が不明なために正確な進朔限は不明であるが、一応日本においても進朔が行われており、計算上の小余より凡そ2650-2660前後に進朔限があったものと推定されている（仮に2655が進朔限であれば、小余は最大3540となる）。もっとも、貞観年間に五紀暦が併用される以前には、進朔の実施が徹底されていた訳ではなかったようである。和暦における進朔の実施について確実に分かるのは、次の宣明暦（統法8400・進朔限6300）である。宣明暦は約800年間使われてきたが、その間進朔の原則が基本的には守られて、他の暦法上の原則との矛盾を避けるために進朔を回避する場合を例外として、進朔限が6300に達した場合においてほとんどの場合に進朔が実施されている。だが、次の貞享暦では科学的根拠が無いものとして廃された。
なお、似たような規則に退望（たいぼう）というのがある。これは望の到来時刻が計算上正子を過ぎていても、まだ日の出前であれば望の日（15日）の出来事として扱って小余を進めずに翌日（16日）の現象とはしないというものである。また、これは月食の発生についても適用される（16日未明に発生した月食は、暦の上では15日扱いとされる）。これは観測上の都合に加えて、15日の夕方に出た月の方が16日の夕方に出た月よりも純粋な満月の状態である望に近い姿であると確実に言えるためである（15日の月の出から望の到来までの時間の方が、望の到来から16日の月の出までの時間よりも短い）。進朔と違って必要上の措置であり、貞享暦以後も採用されている。今日でも翌日未明に起きる望については、暦の上ではその月が昇る前日の項目に記載されている。